# Xiprer de Nootka
El xiprer de Nootka (Cupressus nootkatensis) és una espècie de conífera de la família de les cupressàcies. El seu nom deriva del seu descobriment en les terres de les First Nations del Canadà, els Nuu-chah-nulth de l'illa de Vancouver, a la Colúmbia Britànica que abans rebien el nom de Nootka.

## Descripció
Cupressus nootkatensis és un arbre perennifoli de fins a 40 m d'alt, normalment amb les branques pèndules. Les seves pinyes semblen les del Cupressus lusitanica.

## Distribució
El xiprer de Nootka és una planta nativa de la costa oest d'Amèrica del Nord, des de la Península Kenai a Alaska, fins, pel sud, les Muntanyes Klamath a l'extrem nord de Califòrnia. Típicament es troba en muntanyes sovint prop del límit arbori, però de vegades més avall.

## Usos
La seva fusta és molt preuada i es va exportar a la Xina, se'n fan parquets i se'n construeixen barques. També s'usa com a planta ornamental i per a fer bonsais.
Els pobles indígenes l'utilitzaven, junt amb Thuja plicata, però preferien el primer per a fer les cases i les canoes.

## Taxonomia
Primer van ser descrits dins del gènere Cupressus com Cupressus nootkatensis el 1824, i el 1841 va ser transferit a Chamaecyparis. L'evidència genètica publicada per Gadek et al. (2000), van donar un fort suport a retornar-lo a Cupressus. El 2002 Farjon et al. el transferiren al nou gènere Xanthocyparis, junt amb el recent descobert xiprer daurat del Vietnam (Xanthocyparis vietnamensis).
Little et al. (2004), el situaren en el gènere Callitropsis.

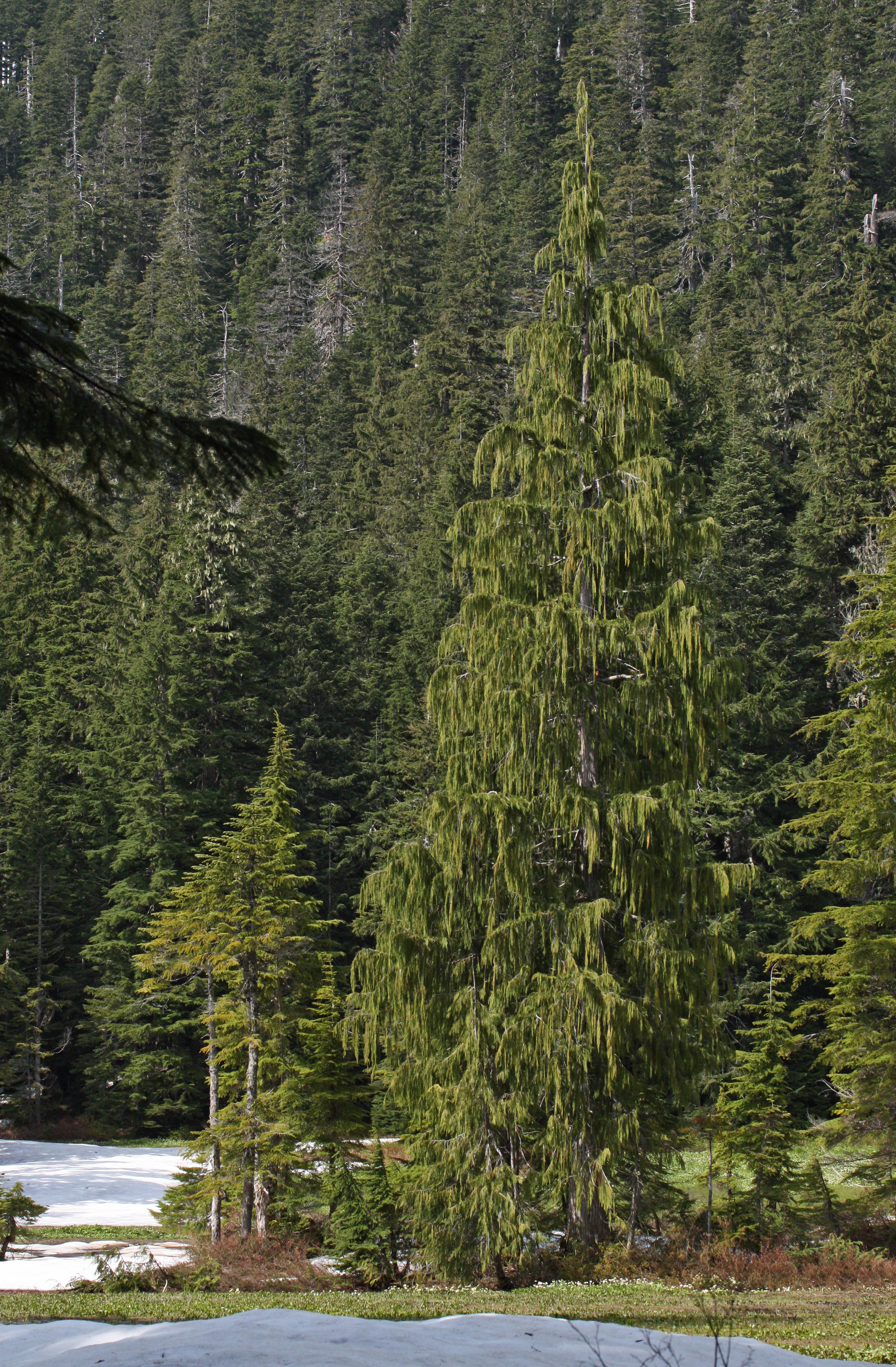
Individu madur
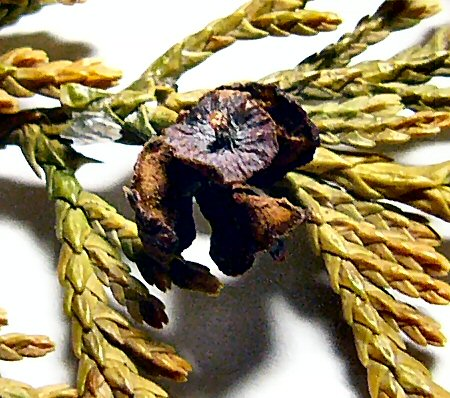
detall de la pinya
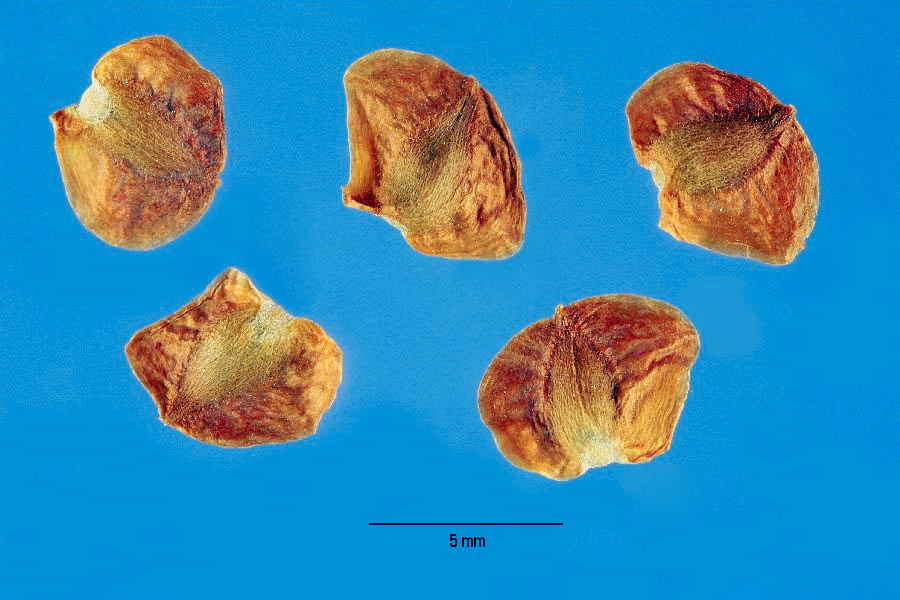
llavors
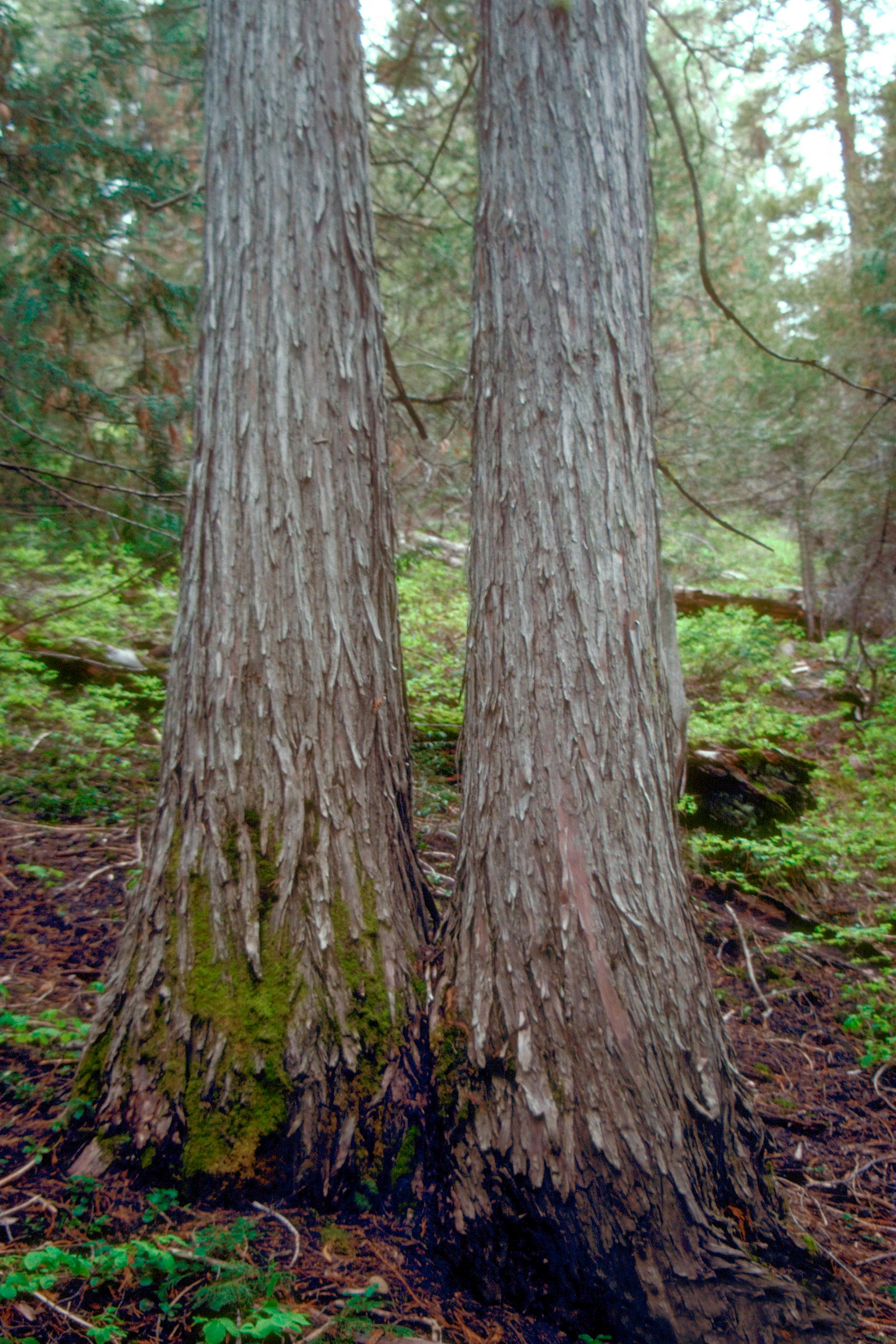
escorça